# Estação Casqueiro
A Estação Casqueiro foi uma estação ferroviária pertencente a Estrada de Ferro Santos-Jundiaí.

## História
Aberta em 1896 pela São Paulo Railway (SPR), foi uma das primeiras edificações ferroviárias do estado de São Paulo, juntamente com a ferrovia que seguia até Jundiaí, no interior paulista. Desde sua inauguração até 1983, era um pequeno posto telegráfico com embarque/desembarque ocasional de passageiros até a década de 1960 quando foi desativado.
Em 2 de dezembro de 1983 a prefeitura de Cubatão licitou a construção de uma edificação e novas plataformas para abrigar uma estação e um bicicletário no lugar já desativado posto telegráfico, a um custo de 250 milhões de cruzeiros (financiados pelos governos de São Paulo e Federal) e prazo de conclusão de 180 dias.
A nova Estação Casqueiro foi aberta em meados de 1984/1985, porém sempre foi subutilizada (sendo considerada um elefante branco) dada a falta de investimentos da RFFSA nos trens de subúrbios do litoral paulista e a competição com os ônibus metropolitanos. Em 30 de novembro de 1996 circulou o último trem suburbano e a estação foi fechada. Entre 2003 e 2012 a estação foi demolida.